# Aditya Roy Kapur
Aditya Roy Kapur (Bombay, 16 november 1985) is een Indiase acteur die voornamelijk in Hindi films speelt.

## Biografie
Kapur had niet de intentie acteur te worden, maar was vastbesloten om VJ te worden. Hij startte op 19-jarige leeftijd voor een populair Indiaas muziekkanaal, tot hij werd gevraagd auditie te doen voor London Dreams. 
Hij heeft twee oudere broers, filmproducent Siddharth Roy Kapur en acteur Kunaal Roy Kapur.

## Filmografie

### Films
| Jaar | Film                    | Rol                       |
| ---- | ----------------------- | ------------------------- |
| 2009 | London Dreams           | Wasim Afroz Khan          |
| 2010 | Action Replayy          | Bunty Saigal              |
| 2010 | Guzaarish               | Omar Siddiqui             |
| 2013 | Aashiqui 2              | Rahul Jaykar              |
| 2013 | Yeh Jawaani Hai Deewani | Avinash Arora             |
| 2014 | Daawat-e-Ishq           | Tariq Haider              |
| 2016 | Fitoor                  | Noor Nizami               |
| 2016 | Dear Zindagi            | Aajit Das                 |
| 2017 | Ok Jaanu                | Aditya Gunjal             |
| 2018 | Welcome To New York     | zichzelf                  |
| 2019 | Kalank                  | Dev Chaudhry              |
| 2020 | Malang                  | Advait Thakur             |
| 2020 | Sadak 2                 | Vishal Agnihotri          |
| 2020 | Ludo                    | Akash Chauhan             |
| 2022 | Rashtra Kavach Om       | Om Rathore                |
| 2023 | Gumraah                 | Sooraj Rana/ Arjun Sehgal |
| 2025 | Metro... In Dino        | Parth                     |

### Webseries
| Jaar | Serie             | Rol            | Opmerking        | Platform       |
| ---- | ----------------- | -------------- | ---------------- | -------------- |
| 2018 | Side Hero         | zichzelf       | Afl. "Bodyguard" | ErosNow        |
| 2023 | The Night Manager | Shaan Sengupta |                  | Disney+Hotstar |